# 札幌村郷土記念館

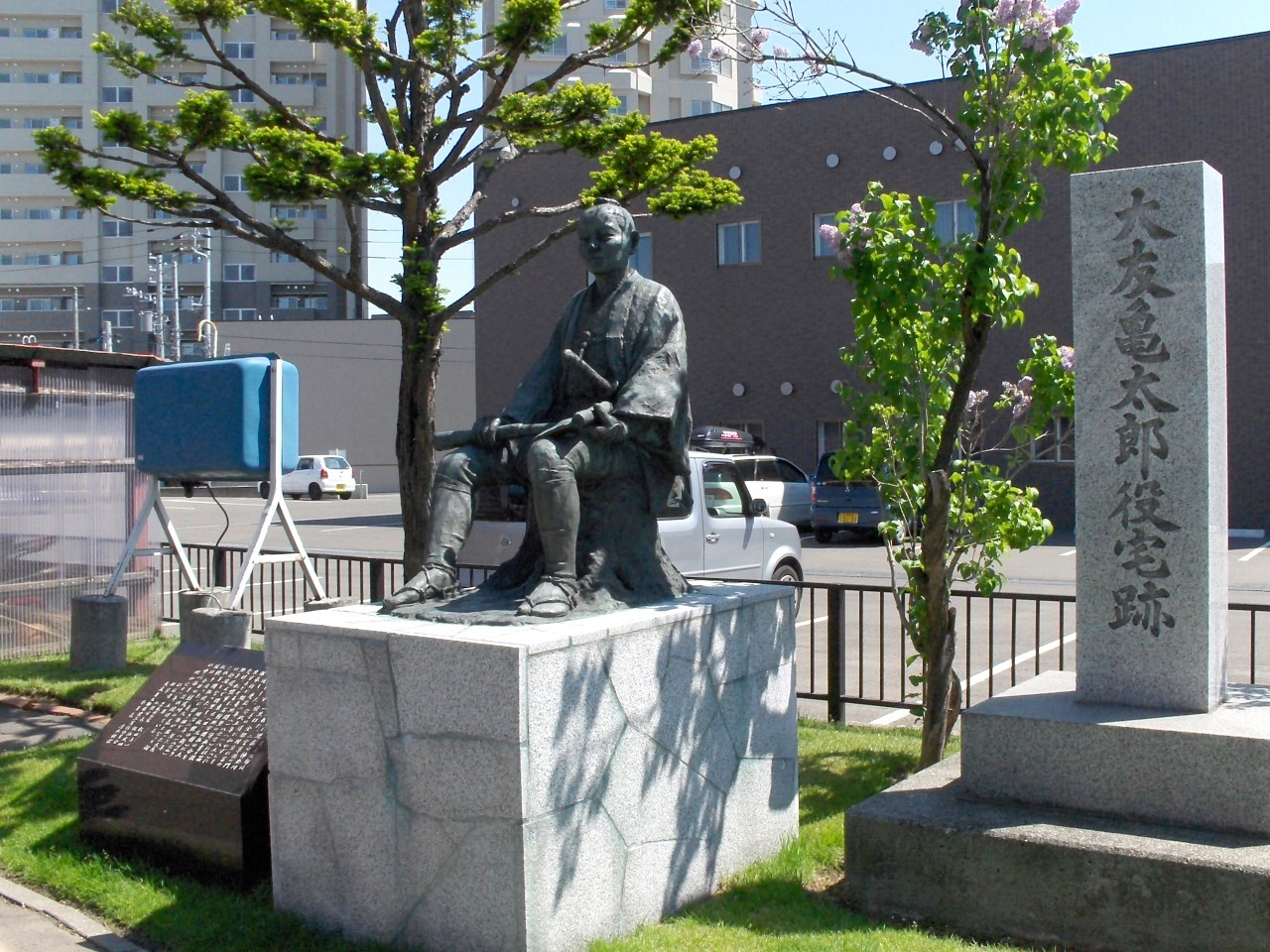
大友亀太郎像

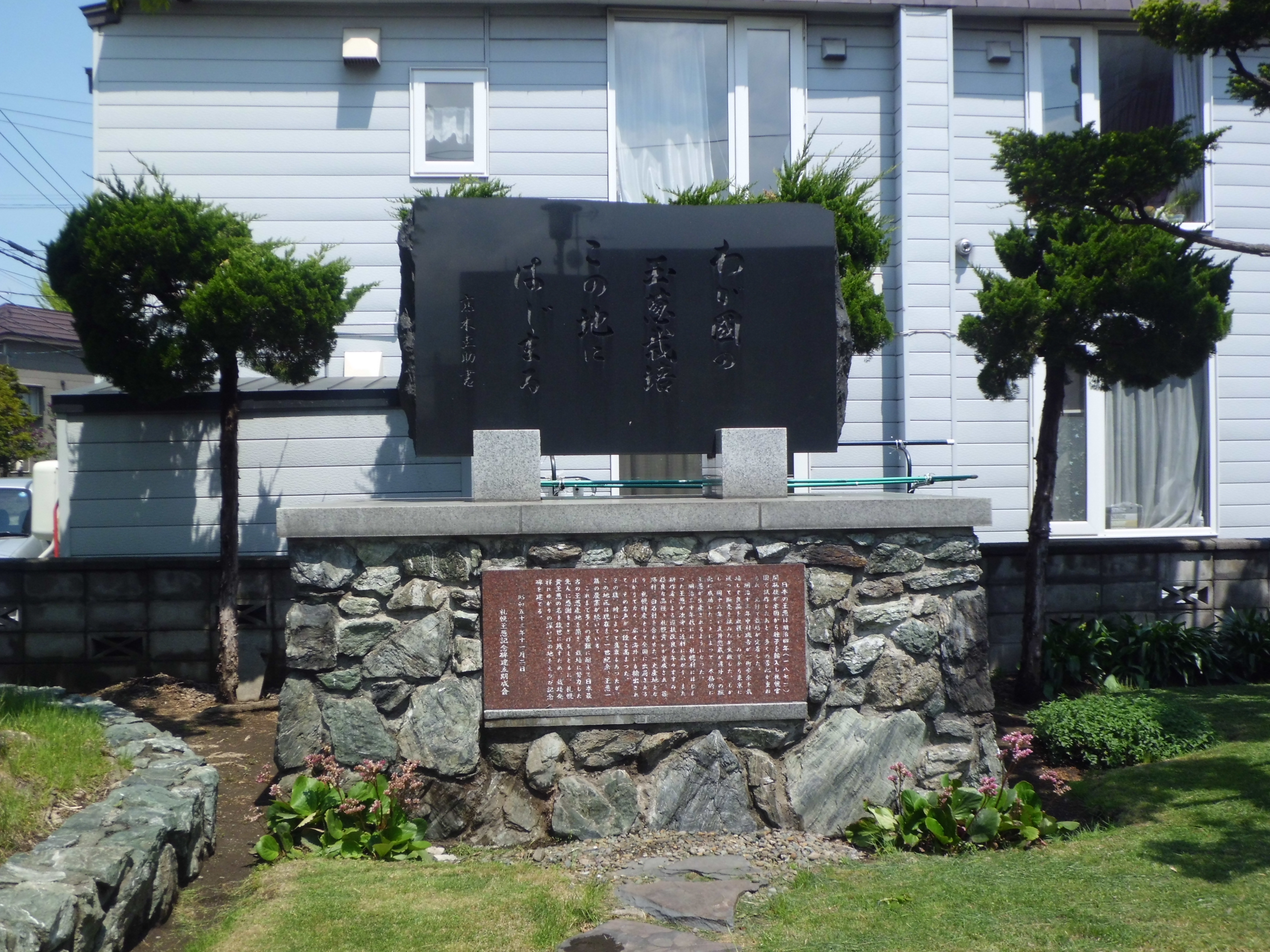
札幌玉葱記念碑

札幌村郷土記念館（さっぽろむらきょうどきねんかん）は、北海道札幌市東区にある博物館。札幌の開拓者である大友亀太郎や当時栽培が盛んであった玉葱を中心に、郷土史を語り継いでいく目的で開設された。記念碑や像のほか、館内には多くの歴史的資料が展示されている。また、札幌市指定の有形文化財を多く収蔵しており、記念館全体の土地である大友亀太郎の役宅跡も札幌市指定史跡のうちの一つである。

## 沿革
記念館は1977年4月、郷土の歴史を保存するため、地域住民によって開設された。この場所は、1867年に大友亀太郎役宅が建設された場所である。当時は現在の伏籠川にあたるフシコサッポロ川にも近く、石狩方面から訪れる船便に対して便利な土地柄であったことが、この場所に役宅が建設された背景である。他にも当時この場所周辺には、穀物入倉や鍛冶小屋、板倉などが位置していた。
その後、札幌本府が建設されたことを受け、大友亀太郎役宅は現在の札幌市中央区北1条西1丁目あたりへ移動された。しかし、札幌市の創建に多大な功績を残したことが認められ、移動された後もこの役宅の土地は文化財として、札幌市指定の史跡に指定された。
1978年11月2日には敷地内に札幌玉葱記念碑が建立された。1986年5月に造られた大友亀太郎像は当初創成川付近に位置していたが、2005年になって行われた創成川通りの整備工事に伴い、記念館敷地内に移設されている。また、館内には札幌村が設立される前の札幌元村開拓時代の地図や、開拓当初盛んであった玉ねぎの耕作に関する農具などの資料、更に、大友亀太郎の古文書などが収められており、これらは1987年2月20日、「札幌村・大友亀太郎関係歴史資料及び史跡」というくくりで札幌市指定の有形文化財に指定された。これら資料は札幌村郷土記念館保存会が、札幌市へ寄贈したものである。

## 施設概要
館内には大友亀太郎文書や開拓当時の人々の生活を復元した炉端、玉葱の栽培や耕作の際使用されていた農機具や馬のドサンコの剥製などが常設展示されている。中でも大友亀太郎の文書には、1867年を皮切りに入植した農民や田畑の開発、それらの出納や運用など30年分を書き綴った「蝦夷地石狩領荒地開発田畑御収納方三十ヶ年組立書上帳」、御手作場で雇われていた農民とその家族の名前や出生地、年齢、入植した月日などを記載した文書、「戸数・人別書上帳」が含まれている。これらは各奉行所や北海道開拓使へ実際に提出されていた資料である。
また、札幌農学校や開拓使から配布された種子をもとにして農業もおこなわれ、その中の一つであった玉葱耕作に関連する資料も収蔵されている。これら資料には、当時この周辺一帯で栽培・収穫された玉葱や特に札幌黄玉葱に関し、作条・耕作・収穫・販売と、それぞれの段階に分かれた系統的な歴史資料が含まれている。さらに、実際に当時使用されていた鍬や、土地の開墾に必要な耕うん整地用具など農機具も展示されている。
記念館建物の前庭には、札幌玉葱記念碑と大友亀太郎像・役宅跡記念碑が建設されている。札幌玉葱記念碑は、札幌玉葱記念碑建立期成会により、日本最古の玉葱産地を築き上げ栽培に尽力した先人に感謝し、札幌黄を後の時代へ受け継ぐ目的で制作されたものである。上部の黒石には、文化財保護思想へ貢献し1986年に北海道文化財保護功労賞を受賞した、高木圭助による題字が刻まれている。大友亀太郎像とその横に立つ大友亀太郎役宅跡記念碑は、清水利信を委員長とする大友亀太郎像建立実行委員会によって建てられたもの。彫刻の制作には農民彫刻家の松田与一が携わっているほか、題字を当時札幌市長を務めていた板垣武四が担当した。
2022年10月4日にはウィリアム・ブルックスの顕彰碑が建立された。
入館は無料、開館時間は午前10時から午後4時となっており、毎週月曜日と祝日の翌日、並びに12月29日から1月5日までの年末年始を休館日としている。最寄駅は札幌市営地下鉄東豊線環状通東駅。

## 収蔵資料
館内に収蔵されている資料の内訳は以下の通り。
- 大友亀太郎に関連する資料 55点
  - 大友亀太郎の遺品 4点
  - 大友亀太郎ゆかりの品 13点
  - 古文書類 38点

- 玉葱に関連する資料 44種・59点
  - 耕うん整地用具 4種・4点
  - 作条・播種用具 6種・7点
  - 施肥用具 7種・7点
  - 覆土・鎮圧用具 3種・5点
  - 間引き・除草用具 5種・6点
  - 収穫・梱包用具 10種・18点
  - 販売用具・その他 9種・12点

## 資料館周辺
- 本龍寺
- 大友公園